# П'ятидуб (Роменський район)
П'ятиду́б —  село в Україні, у Роменському районі Сумської області. Населення становить 10 осіб. Входить до складу Вільшанської сільської громади.

## Географія
Село П'ятидуб знаходиться за 1,5 км від правого берега річки Вільшанка. На відстані 0,5 км розташовані села Лікарівщина і Мірки, за 1,5 км - село Тимченки. По селу протікає пересихаючий струмок з загатою.

## Населення

### Мова
Розподіл населення за рідною мовою за даними перепису 2001 року:
| Мова       | Кількість | Відсоток |
| ---------- | --------- | -------- |
| українська | 10        | 100%     |

## Історія
12 червня 2020 року, відповідно до розпорядження Кабінету Міністрів України № 723-р «Про визначення адміністративних центрів та затвердження територій територіальних громад Сумської області», село увійшло до складу Вільшанської сільської громади.
19 липня 2020 року, в результаті адміністративно-територіальної реформи та ліквідації Недригайлівського району, громада увійшла до складу новоутвореного Роменського району.